# Gewerkschaftssekretär
Ein Gewerkschaftssekretär ist ein hauptamtlicher Funktionär einer Gewerkschaft. 

## Tätigkeitsprofil
Die Tätigkeitsfelder von Gewerkschaftssekretären variieren zwischen den Gewerkschaften sehr stark. Grundsätzlich unterstützen sie die Arbeit der Betriebsräte und Personalräte in Betrieben und unterstützen die Gewerkschaftsmitglieder bei allen Fragen rund um das Erwerbsleben. Unter anderem bezieht sich dies auf tarifliche Leistungen wie etwa Entgelt, Arbeitszeit, Urlaub usw. und auch sozialrechtliche Ansprüche. Des Weiteren nimmt die Beratung und gerichtliche Begleitung bei arbeitsrechtlichen Konflikten mit dem Arbeitgeber großen Raum ein. Je nach Stellenprofil umfasst die Tätigkeit Aufgaben wie Rechtsberatung, Organisation und Durchführung von Schulungen sowie Tarifverhandlungen und Streikmaßnahmen, Freiwilligenmanagement, Mitgliedergewinnung, Öffentlichkeitsarbeit, Beratung von Betriebsräten, Personalräten und Mitarbeitervertretungen, Organisation von Gremien, Personalführung, Verfassen von Publikationen, Jugendarbeit und politische Lobbyarbeit.

## Training on the Job
Da es keine Ausbildung im traditionellen Sinne gibt, sind die Zugänge zu diesem Beruf unterschiedlich. Eine vorherige Ausbildung nach BBiG oder ein abgeschlossenes Hochschulstudium oder der Studienabschluss an der Europäischen Akademie der Arbeit sind generelle Voraussetzungen. Daneben ist vorheriges (ehrenamtliches) Engagement im politischen oder sozialen Bereich oft entscheidend für eine erfolgreiche Bewerbung.
Fast alle großen Gewerkschaften in Deutschland bieten ein Trainee-Programm an, um auf den Nischenberuf Gewerkschaftssekretär vorzubereiten. Der zeitliche Rahmen dafür reicht von wenigen Monaten bis hin zu zwei Jahren. Die Inhalte variieren von Gewerkschaft zu Gewerkschaft, allerdings nimmt bei allen ein intensives Studium des Arbeitsrechtes einen großen Teil der Zeit ein, wie auch das Kennenlernen der Strukturen und die Arbeit vor Ort zentraler Bestandteil der Ausbildung ist. Daneben wird mit unterschiedlichen Methoden die individuelle Rhetorik verbessert, durch gezieltes Verhandlungenstraining auf Tarifverhandlungen vorbereitet usw., um die Tätigkeit des Gewerkschaftssekretärs im Sinne der Gewerkschaftsmitglieder ausüben zu können.